# Echinodorus longiscapus
Echinodorus longiscapus är en svaltingväxtart som beskrevs av José Arechavaleta. Echinodorus longiscapus ingår i släktet Echinodorus och familjen svaltingväxter. Inga underarter finns listade.